# Kerstersia
Kerstersia es un género de bacterias gramnegativas de la familia Alcaligenaceae. Fue descrita en el año 2003. Su etimología hace referencia al microbiólogo belga K. Kersters. Son bacterias aerobias y en general inmóviles. Se han aislado de muestras clínicas, principalmente humanas, y se relaciona con casos de otitis y de infecciones en heridas en las extremidades inferiores.

## Taxonomía
Actualmente existen dos especies descritas:
- Kerstersia gyiorum
- Kerstersia similis